# Bracon dichromus
Bracon dichromus är en stekelart som först beskrevs av Wesmael 1838.  Bracon dichromus ingår i släktet Bracon och familjen bracksteklar.

## Underarter
Arten delas in i följande underarter:
- B. d. thoracicus
- B. d. pseudopolonicus
- B. d. macrocaudifera